# 诔文
诔文，是在古代丧葬仪式上使用的一种文体，屬哀祭文的一種。
西周到春秋初期，诔只是尊者對卑者所作之文；後已發展至民間，尊卑的規定也沒有再嚴定。